# Masowy otwarty kurs online
Masowy otwarty kurs online (ang. massive open online course, MOOC, /muːk/) – kurs online otwarty dla nieograniczonej liczby uczestników, dostępny poprzez stronę internetową. 
Poza materiałami zwykle prezentowanymi podczas tradycyjnych kursów, takich jak nagrania video, wykłady i zadania do rozwiązania, dostępne są także interaktywne fora, które umożliwiają stworzenie zwartej społeczności studentów, profesorów oraz asystentów. Masowe otwarte kursy online pojawiły się w 2012 roku i zrewolucjonizowały podejście do nauczania na odległość. Większość kursów dostępna jest w języku angielskim. Część kursów dostępna jest także z napisami polskimi oraz angielskimi.